# Brodins varv

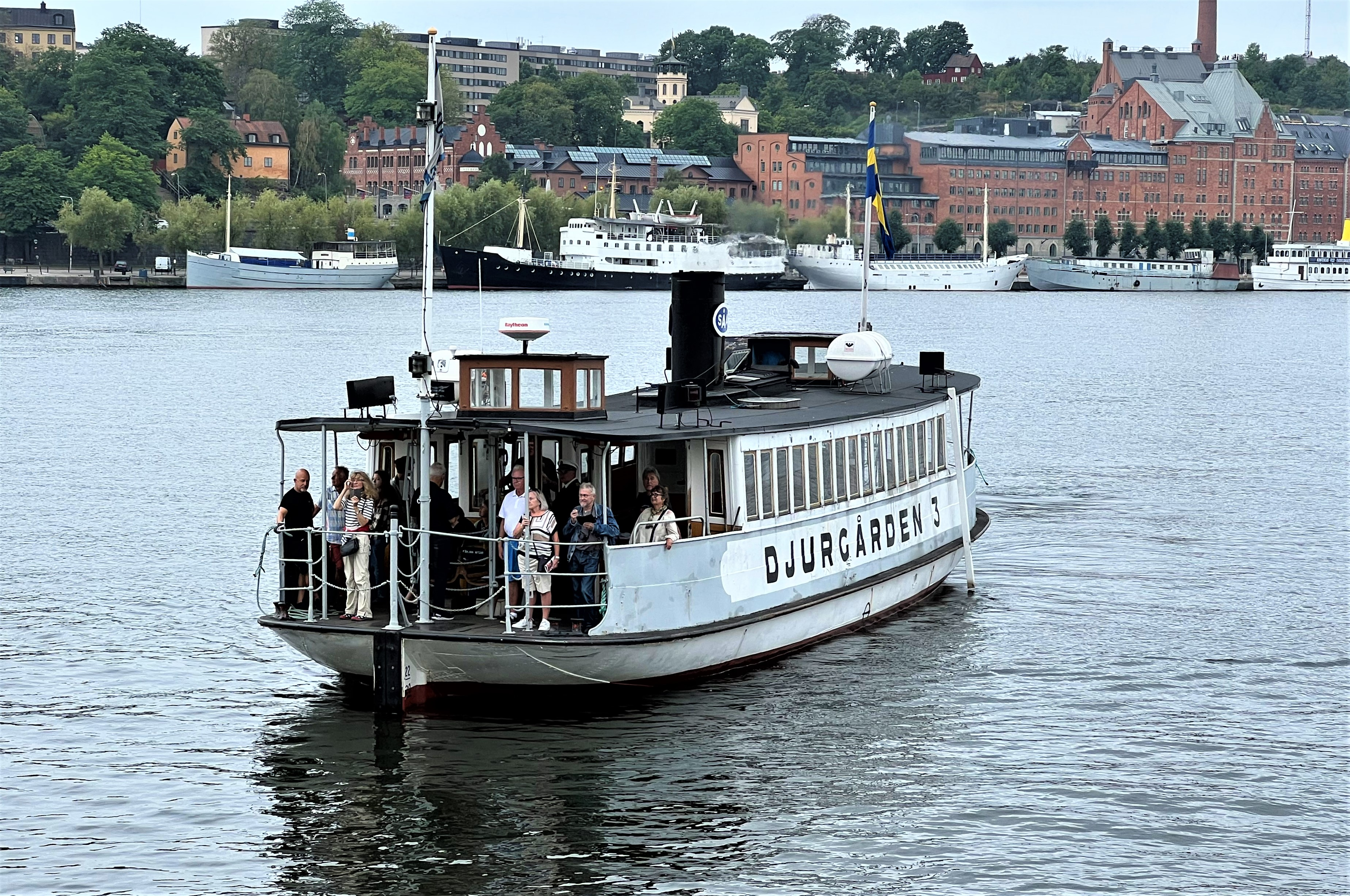
Djurgården 3

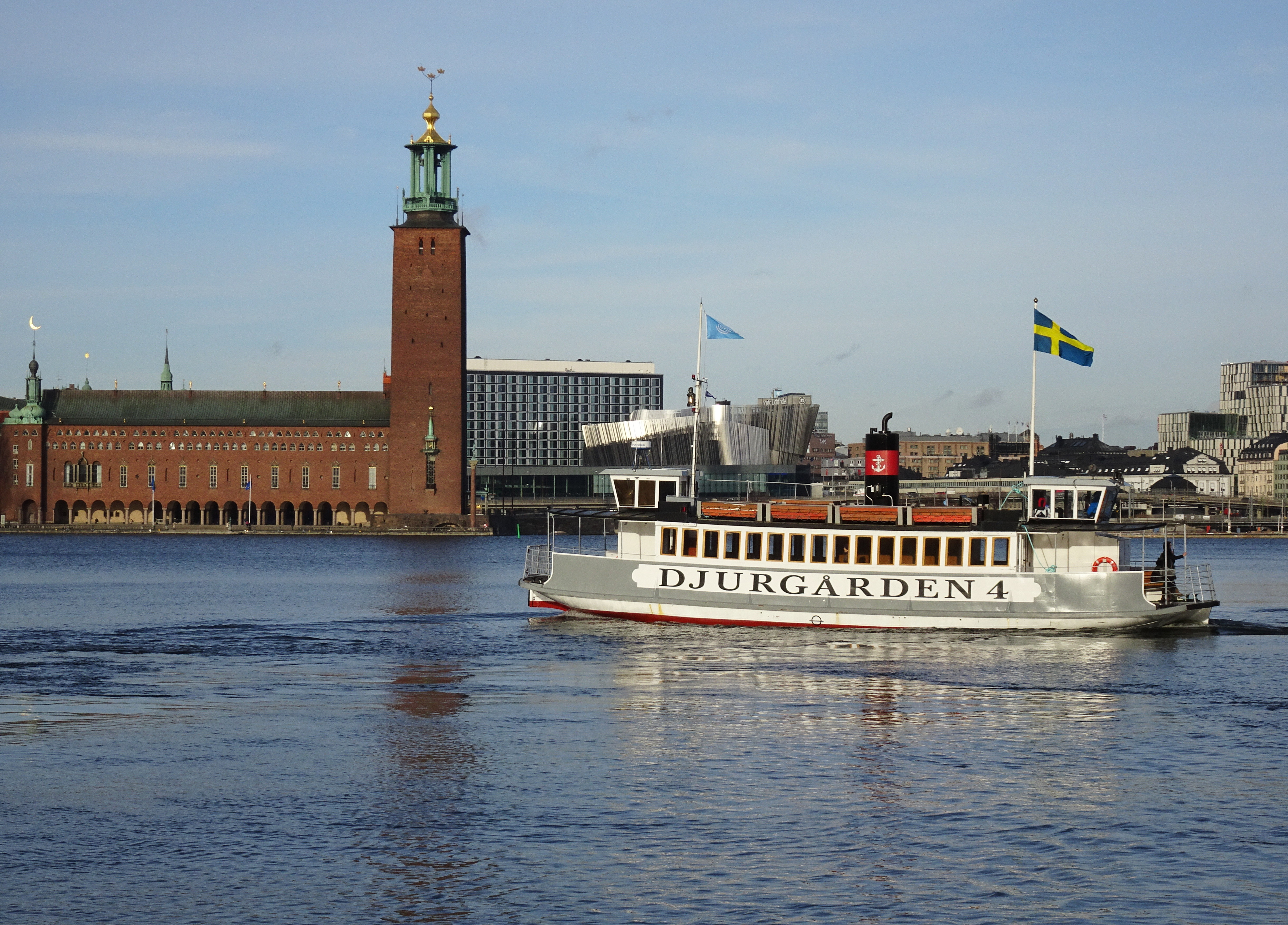
Djurgården 4 (f.d. Nybron 2)

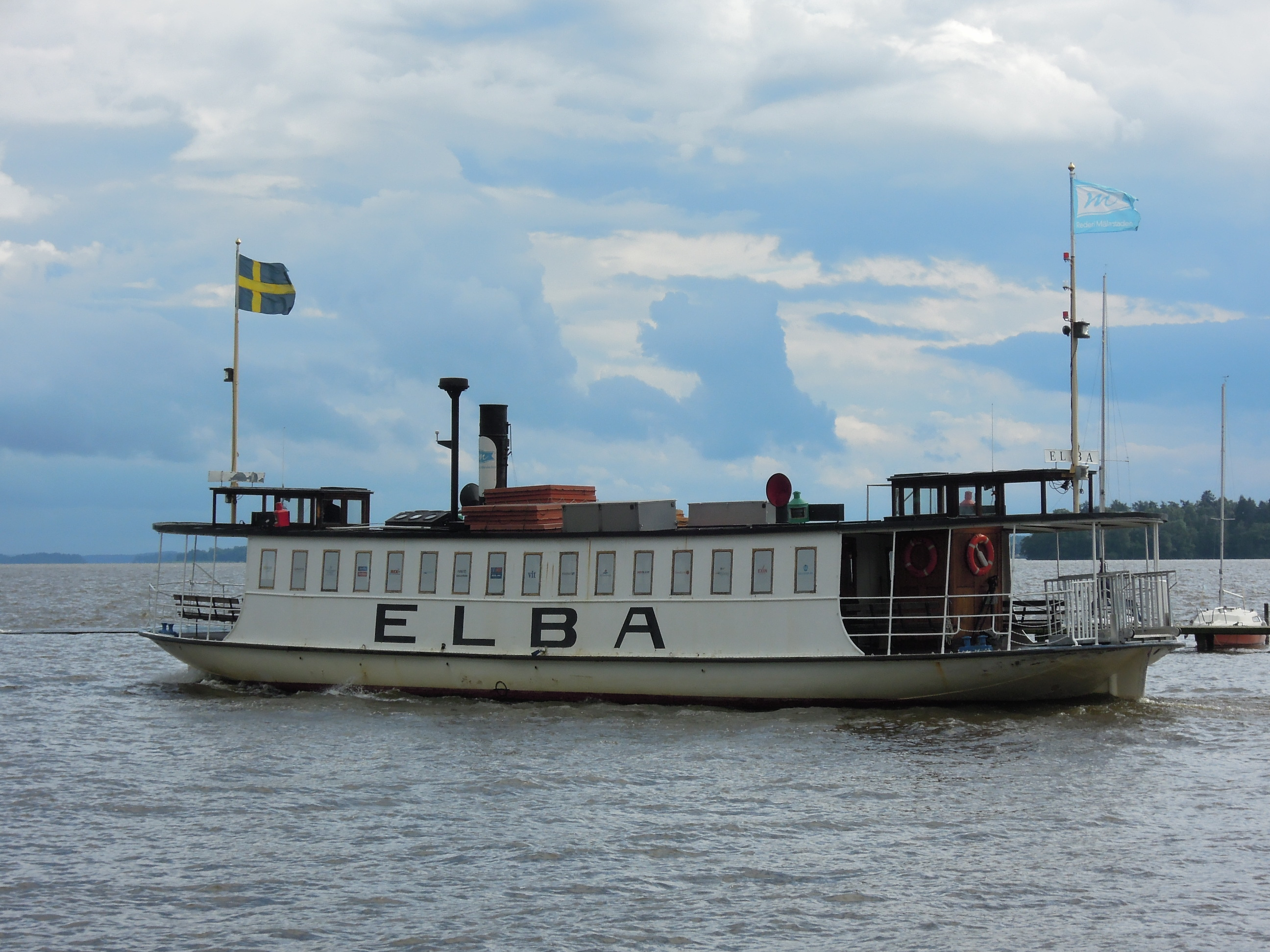
M/S Elba

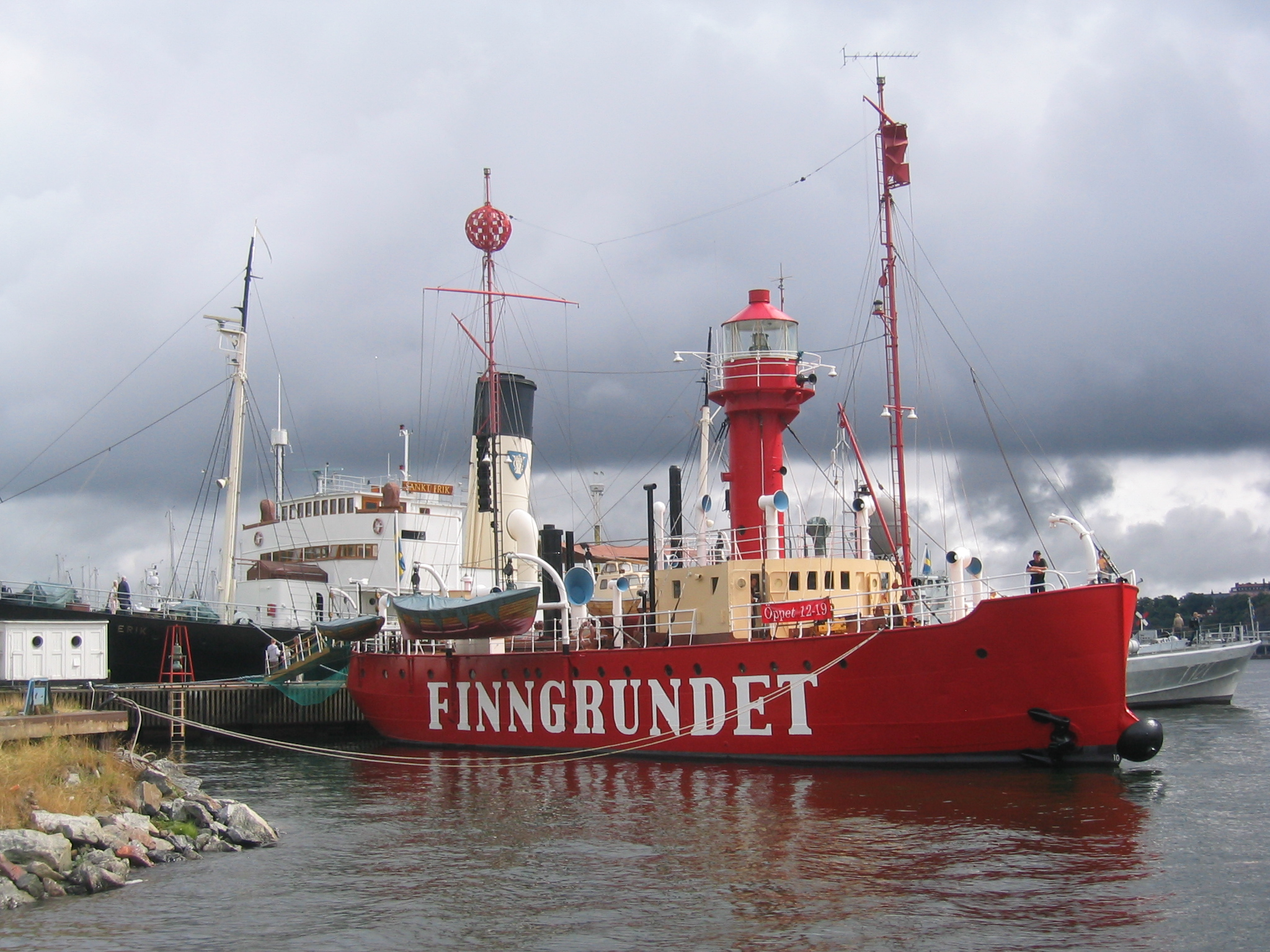
Fyrskeppet Finngrundet

O.A. Brodins varv var ett svenskt skeppsvarv i Gävle.
Brodins skeppsvarv grundades som Brodins Skeppsvarf 1849 av Olof Brodin den yngre (1795–1867). Denne var son till Olof Brodin den äldre (1760–1813), som var fiskare och senare sjökapten och kom från Tynderö socken i Medelpad. Sonen Olof hade arbetat som konstruktör hos Lars Augustin Bång (1806-53), som drev Gävle stads norra varv, och etablerade sig som egen skeppsbyggmästare på Fiskarevarvet på södra sidan av Gavleån 1849. 
Brodins Varv låg på södra sidan av Gavleån i nuvarande kvarteret Skeppsbyggaren. I slutet av 1800-talet låg under några år på Södra varvsområdet förutom Brodins också Bångs varv, Rettigs varv och Bergforss varv. År 1900 fanns bara Brodins kvar.
Efter Olof Brodins död 1867 övertog Olof August Brodin varvet. Det drevs till storstrejken 1909, varefter det lades ned. Brodins varv tillverkade närmare 200 fartyg under perioden 1867-1909, bland andra Briggen Gerda och Djurgården 3. Varvet byggde också 1891 S/S Axel Johnson, som var Rederi AB Nordstjernans första nybygge, och då var den största ångare av stål som byggts i Sverige. För- och akterstävar för vissa båtar tillverkades på Söderfors bruk.

## Byggda fartyg i urval
- 1868 Briggen Gerda
- 1874 S/S Österdalarne
- 1891 S/S Axel Johnson
- 1897 Nybron 1
- 1897 M/S Elba
- 1897 Djurgården 4
- 1897 Djurgården 3
- 1903 Finngrundet